# Élections cantonales de 1992 dans la Haute-Saône
Les élections cantonales ont eu lieu les 22 et 29 mars 1992.
Lors de ces élections, 16 des 32 cantons de la Haute-Saône ont été renouvelés. Elles ont vu la reconduction de la majorité RPR dirigée par Christian Bergelin, président du conseil général depuis 1989.

## Résultats à l’échelle du département
Répartition départementale des résultats (2e tour).
- PCF (5,45 %)
- PS (28,54 %)
- PRG (4,18 %)
- Majorité (9,99 %)
- GE (2,61 %)
- RPR (17,02 %)
- UDF (17,91 %)
- DVD (13,03 %)
- FN (1,27 %)

| Étiquette      | Étiquette                          | Premier tour | Premier tour | Second tour | Second tour | Sièges |
| Étiquette      | Étiquette                          | Voix         | %            | Voix        | %           | Sièges |
| -------------- | ---------------------------------- | ------------ | ------------ | ----------- | ----------- | ------ |
|                | Parti socialiste                   | 12 556       | 23,33        | 11 511      | 28,54       | 3      |
|                | Majorité présidentielle            | 4 607        | 8,56         | 4 029       | 9,99        | 1      |
|                | Parti communiste français          | 3 902        | 7,25         | 2 199       | 5,45        | 1      |
|                | Parti radical de gauche            | 1 323        | 2,46         | 1 687       | 4,18        | 0      |
|                | Extrême gauche                     | 542          | 1,01         |             |             |        |
| Gauche         | Gauche                             | 22 930       | 42,61        | 19 426      | 48,16       | 5      |
|                |                                    |              |              |             |             |        |
|                | Rassemblement pour la République   | 8 159        | 15,16        | 6 864       | 17,02       | 4      |
|                | Union pour la démocratie française | 7 259        | 13,49        | 7 223       | 17,91       | 4      |
|                | Divers droite                      | 7 141        | 13,27        | 5 256       | 13,03       | 3      |
|                | Front national                     | 5 451        | 10,13        | 512         | 1,27        | 0      |
|                | Extrême droite                     | 152          | 0,28         |             |             |        |
| Droite         | Droite                             | 28 162       | 52,33        | 19 855      | 49,23       | 11     |
|                |                                    |              |              |             |             |        |
|                | Génération écologie                | 2 310        | 4,29         | 1 053       | 2,61        | 0      |
|                | Les Verts                          | 415          | 0,77         |             |             |        |
| Écologistes    | Écologistes                        | 2 725        | 5,06         | 1 053       | 2,61        | 0      |
|                |                                    |              |              |             |             |        |
| Inscrits       | Inscrits                           | 79 128       | 100,00       | 62 499      | 100,00      |        |
| Abstention     | Abstention                         | 21 063       | 26,00        | 18 873      | 30,20       |        |
| Votants        | Votants                            | 58 065       | 73,38        | 43 626      | 69,80       |        |
| Blancs et nuls | Blancs et nuls                     | 4 248        | 7,32         | 3 292       | 7,55        |        |
| Exprimés       | Exprimés                           | 53 817       | 92,68        | 40 334      | 92,45       |        |

## Résultats par canton

### Canton d'Amance
| Candidats      | Candidats       | Étiquette      | Premier tour | Premier tour |
| Candidats      | Candidats       | Étiquette      | Voix         | %            |
| -------------- | --------------- | -------------- | ------------ | ------------ |
|                | Guy Philiponet* | RPR            | 1 272        | 52,30        |
|                | Augustin Sœur   | PS             | 850          | 34,95        |
|                | Daniel Hugot    | PCF            | 163          | 6,70         |
|                | Norbert Just    | FN             | 147          | 6,04         |
|                |                 |                |              |              |
| Inscrits       | Inscrits        | Inscrits       | 3 542        | 100,00       |
| Abstention     | Abstention      | Abstention     | 883          | 24,93        |
| Votants        | Votants         | Votants        | 2 659        | 75,07        |
| Blancs et nuls | Blancs et nuls  | Blancs et nuls | 227          | 8,54         |
| Exprimés       | Exprimés        | Exprimés       | 2 432        | 91,46        |

*sortant

### Canton d'Autrey-lès-Gray
| Candidats      | Candidats       | Étiquette      | Premier tour | Premier tour |
| Candidats      | Candidats       | Étiquette      | Voix         | %            |
| -------------- | --------------- | -------------- | ------------ | ------------ |
|                | Henri Blanchot* | PS             | 1 399        | 51,32        |
|                | André Fuin      | DVD            | 949          | 34,81        |
|                | Emmanuel Valat  | FN             | 232          | 8,51         |
|                | Marcel Demesy   | PCF            | 146          | 5,36         |
|                |                 |                |              |              |
| Inscrits       | Inscrits        | Inscrits       | 3 826        | 100,00       |
| Abstention     | Abstention      | Abstention     | 935          | 24,44        |
| Votants        | Votants         | Votants        | 2 891        | 75,56        |
| Blancs et nuls | Blancs et nuls  | Blancs et nuls | 165          | 5,71         |
| Exprimés       | Exprimés        | Exprimés       | 2 726        | 94,29        |

*sortant

### Canton de Champagney
| Candidats      | Candidats                | Étiquette      | Premier tour | Premier tour | Second tour | Second tour |
| Candidats      | Candidats                | Étiquette      | Voix         | %            | Voix        | %           |
| -------------- | ------------------------ | -------------- | ------------ | ------------ | ----------- | ----------- |
|                | Gérard Poivey            | PS             | 1 624        | 29,77        | 2 127       | 38,06       |
|                | Hubert Guerrin*          | PCF            | 1 436        | 26,32        | 2 199       | 39,35       |
|                | Roland Thierry           | DVD            | 1 007        | 18,46        | 1 263       | 22,60       |
|                | Bruno Bolognesi          | PS             | 870          | 15,95        |             |             |
|                | Georges Chassande-Mottin | FN             | 519          | 9,51         |             |             |
|                |                          |                |              |              |             |             |
| Inscrits       | Inscrits                 | Inscrits       | 8 253        | 100,00       | 8 252       | 100,00      |
| Abstention     | Abstention               | Abstention     | 2 319        | 28,10        | 2 317       | 28,08       |
| Votants        | Votants                  | Votants        | 5 934        | 71,90        | 5 935       | 71,92       |
| Blancs et nuls | Blancs et nuls           | Blancs et nuls | 478          | 8,06         | 346         | 5,83        |
| Exprimés       | Exprimés                 | Exprimés       | 5 456        | 91,94        | 5 589       | 94,17       |

*sortant

### Canton de Champlitte
| Candidats      | Candidats          | Étiquette      | Premier tour | Premier tour |
| Candidats      | Candidats          | Étiquette      | Voix         | %            |
| -------------- | ------------------ | -------------- | ------------ | ------------ |
|                | Michel Valet*      | DVD            | 1 024        | 63,13        |
|                | Marcel Grognu      | FN             | 268          | 16,52        |
|                | Denis Jacquelin    | PS             | 267          | 16,46        |
|                | Francois Fourneret | PCF            | 63           | 3,88         |
|                |                    |                |              |              |
| Inscrits       | Inscrits           | Inscrits       | 2 382        | 100,00       |
| Abstention     | Abstention         | Abstention     | 598          | 25,10        |
| Votants        | Votants            | Votants        | 1 784        | 74,90        |
| Blancs et nuls | Blancs et nuls     | Blancs et nuls | 162          | 9,08         |
| Exprimés       | Exprimés           | Exprimés       | 1 622        | 90,92        |

*sortant

### Canton de Combeaufontaine
| Candidats      | Candidats        | Étiquette      | Premier tour | Premier tour | Second tour | Second tour |
| Candidats      | Candidats        | Étiquette      | Voix         | %            | Voix        | %           |
| -------------- | ---------------- | -------------- | ------------ | ------------ | ----------- | ----------- |
|                | Henri Mariotte   | DVD            | 854          | 44,74        | 1 160       | 65,28       |
|                | Louis Mennetrey* | UDF            | 489          | 25,62        | Retrait     | Retrait     |
|                | Bernard Charron  | PS             | 390          | 20,43        | 617         | 34,72       |
|                | René Tanzi       | FN             | 114          | 5,97         |             |             |
|                | Claude Gonin     | PCF            | 62           | 3,25         |             |             |
|                |                  |                |              |              |             |             |
| Inscrits       | Inscrits         | Inscrits       | 2 629        | 100,00       | 2 631       | 100,00      |
| Abstention     | Abstention       | Abstention     | 587          | 22,33        | 680         | 25,85       |
| Votants        | Votants          | Votants        | 2 042        | 77,67        | 1 951       | 74,15       |
| Blancs et nuls | Blancs et nuls   | Blancs et nuls | 133          | 6,51         | 174         | 8,92        |
| Exprimés       | Exprimés         | Exprimés       | 1 909        | 93,49        | 1 777       | 91,08       |

*sortant

### Canton de Dampierre-sur-Salon
| Candidats      | Candidats           | Étiquette      | Premier tour | Premier tour | Second tour | Second tour |
| Candidats      | Candidats           | Étiquette      | Voix         | %            | Voix        | %           |
| -------------- | ------------------- | -------------- | ------------ | ------------ | ----------- | ----------- |
|                | Charles Gauthier    | DVD            | 1 264        | 43,57        | 1 569       | 55,38       |
|                | Michel Mauclair     | DVD            | 794          | 27,37        | 1 264       | 44,62       |
|                | Claude Vital        | PS             | 411          | 14,17        |             |             |
|                | Emmanuel Valat      | FN             | 193          | 6,65         |             |             |
|                | André Grenier       | EXD            | 152          | 5,24         |             |             |
|                | Jean-Pierre Poinsot | PCF            | 87           | 3,00         |             |             |
|                |                     |                |              |              |             |             |
| Inscrits       | Inscrits            | Inscrits       | 4 263        | 100,00       | 4 266       | 100,00      |
| Abstention     | Abstention          | Abstention     | 1 130        | 26,51        | 1 211       | 28,39       |
| Votants        | Votants             | Votants        | 3 133        | 73,49        | 3 055       | 71,61       |
| Blancs et nuls | Blancs et nuls      | Blancs et nuls | 232          | 7,41         | 222         | 7,27        |
| Exprimés       | Exprimés            | Exprimés       | 2 901        | 92,59        | 2 833       | 92,73       |

### Canton de Faucogney-et-la-Mer
| Candidats      | Candidats        | Étiquette      | Premier tour | Premier tour |
| Candidats      | Candidats        | Étiquette      | Voix         | %            |
| -------------- | ---------------- | -------------- | ------------ | ------------ |
|                | Philippe Legras* | RPR            | 1 559        | 60,52        |
|                | Gilles Franc     | PS             | 503          | 19,53        |
|                | Rémy Vancon      | PS             | 293          | 11,37        |
|                | Michelle Jaye    | FN             | 171          | 6,64         |
|                | Josette Gruska   | PCF            | 50           | 1,94         |
|                |                  |                |              |              |
| Inscrits       | Inscrits         | Inscrits       | 3 810        | 100,00       |
| Abstention     | Abstention       | Abstention     | 976          | 25,62        |
| Votants        | Votants          | Votants        | 2 834        | 74,38        |
| Blancs et nuls | Blancs et nuls   | Blancs et nuls | 258          | 9,10         |
| Exprimés       | Exprimés         | Exprimés       | 2 576        | 90,90        |

*sortant

### Canton de Fresne-Saint-Mamès
| Candidats      | Candidats           | Étiquette      | Premier tour | Premier tour | Second tour | Second tour |
| Candidats      | Candidats           | Étiquette      | Voix         | %            | Voix        | %           |
| -------------- | ------------------- | -------------- | ------------ | ------------ | ----------- | ----------- |
|                | Patrick Ontani      | RPR            | 1 152        | 46,79        | 1 369       | 56,52       |
|                | Jean-Pierre Chausse | GE             | 536          | 21,77        | 1 053       | 43,48       |
|                | Hubert Ganier       | PS             | 244          | 9,91         |             |             |
|                | Pierre Marie        | DVD            | 227          | 9,22         |             |             |
|                | Jacky Poulet        | FN             | 159          | 6,46         |             |             |
|                | Patrice Godard      | DVD            | 95           | 3,86         |             |             |
|                | Patrick Ivance      | PCF            | 49           | 1,99         |             |             |
|                |                     |                |              |              |             |             |
| Inscrits       | Inscrits            | Inscrits       | 3 274        | 100,00       | 3 273       | 100,00      |
| Abstention     | Abstention          | Abstention     | 672          | 20,53        | 746         | 22,79       |
| Votants        | Votants             | Votants        | 2 602        | 79,47        | 2 527       | 77,21       |
| Blancs et nuls | Blancs et nuls      | Blancs et nuls | 140          | 5,38         | 105         | 4,16        |
| Exprimés       | Exprimés            | Exprimés       | 2 462        | 94,62        | 2 422       | 95,84       |

### Canton de Héricourt-Est
| Candidats      | Candidats             | Étiquette      | Premier tour | Premier tour | Second tour | Second tour |
| Candidats      | Candidats             | Étiquette      | Voix         | %            | Voix        | %           |
| -------------- | --------------------- | -------------- | ------------ | ------------ | ----------- | ----------- |
|                | Jean-Michel Villaumé* | PS             | 1 897        | 48,32        | 2 255       | 62,73       |
|                | Claude Brocard        | RPR            | 810          | 20,63        | 1 340       | 37,27       |
|                | Luc Sohm              | FN             | 541          | 13,78        |             |             |
|                | Claude Stevenot       | EXG            | 396          | 10,09        |             |             |
|                | Jean-Claude Richard   | PCF            | 282          | 7,18         |             |             |
|                |                       |                |              |              |             |             |
| Inscrits       | Inscrits              | Inscrits       | 6 238        | 100,00       | 6 238       | 100,00      |
| Abstention     | Abstention            | Abstention     | 1 908        | 30,59        | 2 277       | 36,50       |
| Votants        | Votants               | Votants        | 4 330        | 69,41        | 3 961       | 63,50       |
| Blancs et nuls | Blancs et nuls        | Blancs et nuls | 404          | 9,33         | 366         | 9,24        |
| Exprimés       | Exprimés              | Exprimés       | 3 926        | 90,67        | 3 595       | 90,76       |

*sortant

### Canton de Héricourt-Ouest
| Candidats      | Candidats          | Étiquette      | Premier tour | Premier tour | Second tour | Second tour |
| Candidats      | Candidats          | Étiquette      | Voix         | %            | Voix        | %           |
| -------------- | ------------------ | -------------- | ------------ | ------------ | ----------- | ----------- |
|                | Jean-Pierre Michel | PS             | 1 520        | 35,30        | 2 197       | 58,65       |
|                | Louis Moschetti    | UDF            | 765          | 17,77        | 1 549       | 41,35       |
|                | Jacques Bernardin  | PCF            | 531          | 12,33        |             |             |
|                | Luc Sohm           | FN             | 521          | 12,10        |             |             |
|                | Robert Saulnier    | GE             | 472          | 10,96        |             |             |
|                | Danièle Theret     | DVD            | 351          | 8,15         |             |             |
|                | Gilbert Hans       | EXG            | 146          | 3,39         |             |             |
|                |                    |                |              |              |             |             |
| Inscrits       | Inscrits           | Inscrits       | 6 480        | 100,00       | 6 480       | 100,00      |
| Abstention     | Abstention         | Abstention     | 1 846        | 28,49        | 2 181       | 33,66       |
| Votants        | Votants            | Votants        | 4 634        | 71,51        | 4 299       | 66,34       |
| Blancs et nuls | Blancs et nuls     | Blancs et nuls | 328          | 7,08         | 553         | 12,86       |
| Exprimés       | Exprimés           | Exprimés       | 4 306        | 92,92        | 3 746       | 87,14       |

### Canton de Jussey
| Candidats      | Candidats                   | Étiquette      | Premier tour | Premier tour | Second tour | Second tour |
| Candidats      | Candidats                   | Étiquette      | Voix         | %            | Voix        | %           |
| -------------- | --------------------------- | -------------- | ------------ | ------------ | ----------- | ----------- |
|                | Georges Lasne*              | UDF            | 1 407        | 41,25        | 1 828       | 55,68       |
|                | Odile Vigneron              | PS             | 820          | 24,04        | 1 455       | 44,32       |
|                | Gaston Simonot              | DVD            | 576          | 16,89        | Retrait     | Retrait     |
|                | Jean Girod                  | FN             | 249          | 7,30         |             |             |
|                | Francoise Van Der Stichelen | GE             | 182          | 5,34         |             |             |
|                | Albert Collot               | PCF            | 177          | 5,19         |             |             |
|                |                             |                |              |              |             |             |
| Inscrits       | Inscrits                    | Inscrits       | 5 011        | 100,00       | 5 003       | 100,00      |
| Abstention     | Abstention                  | Abstention     | 1 356        | 27,06        | 1 474       | 29,46       |
| Votants        | Votants                     | Votants        | 3 655        | 72,94        | 3 529       | 70,54       |
| Blancs et nuls | Blancs et nuls              | Blancs et nuls | 244          | 6,68         | 246         | 6,97        |
| Exprimés       | Exprimés                    | Exprimés       | 3 411        | 93,32        | 3 283       | 93,03       |

*sortant

### Canton de Lure-Nord
| Candidats      | Candidats         | Étiquette      | Premier tour | Premier tour | Second tour | Second tour |
| Candidats      | Candidats         | Étiquette      | Voix         | %            | Voix        | %           |
| -------------- | ----------------- | -------------- | ------------ | ------------ | ----------- | ----------- |
|                | Gilles Roy        | UDF            | 1 488        | 36,52        | 1 832       | 45,45       |
|                | Roger Boffy       | PRG            | 827          | 20,30        | 1 687       | 41,85       |
|                | Claude Thiebaut   | FN             | 638          | 15,66        | 512         | 12,70       |
|                | Michel Federspiel | PS             | 530          | 13,01        |             |             |
|                | Raoul Juif        | GE             | 406          | 9,97         |             |             |
|                | René Morlot       | PCF            | 185          | 4,54         |             |             |
|                |                   |                |              |              |             |             |
| Inscrits       | Inscrits          | Inscrits       | 6 056        | 100,00       | 6 056       | 100,00      |
| Abstention     | Abstention        | Abstention     | 1 648        | 27,21        | 1 737       | 28,68       |
| Votants        | Votants           | Votants        | 4 408        | 72,79        | 4 319       | 71,32       |
| Blancs et nuls | Blancs et nuls    | Blancs et nuls | 334          | 7,58         | 288         | 6,67        |
| Exprimés       | Exprimés          | Exprimés       | 4 074        | 92,42        | 4 031       | 93,33       |

### Canton de Luxeuil-les-Bains
| Candidats      | Candidats           | Étiquette      | Premier tour | Premier tour | Second tour | Second tour |
| Candidats      | Candidats           | Étiquette      | Voix         | %            | Voix        | %           |
| -------------- | ------------------- | -------------- | ------------ | ------------ | ----------- | ----------- |
|                | Bernard Hagemann    | UDF            | 1 402        | 39,17        | 1 902       | 57,90       |
|                | Michel Gabillot     | PS             | 702          | 19,61        | 1 383       | 42,10       |
|                | Jean-Claude Poulet  | FN             | 493          | 13,77        |             |             |
|                | Henri Passard       | PS             | 347          | 9,70         |             |             |
|                | André Courtat       | PRG            | 295          | 8,24         |             |             |
|                | Henri-Pierre Picard | GE             | 259          | 7,24         |             |             |
|                | Marie-Ange Adam     | PCF            | 81           | 2,26         |             |             |
|                |                     |                |              |              |             |             |
| Inscrits       | Inscrits            | Inscrits       | 5 749        | 100,00       | 5 749       | 100,00      |
| Abstention     | Abstention          | Abstention     | 1 922        | 33,43        | 2 098       | 36,49       |
| Votants        | Votants             | Votants        | 3 827        | 66,57        | 3 651       | 63,51       |
| Blancs et nuls | Blancs et nuls      | Blancs et nuls | 248          | 6,48         | 366         | 10,02       |
| Exprimés       | Exprimés            | Exprimés       | 3 579        | 93,52        | 3 285       | 89,98       |

### Canton de Montbozon
| Candidats      | Candidats          | Étiquette      | Premier tour | Premier tour | Second tour | Second tour |
| Candidats      | Candidats          | Étiquette      | Voix         | %            | Voix        | %           |
| -------------- | ------------------ | -------------- | ------------ | ------------ | ----------- | ----------- |
|                | André Chevrier     | UDF            | 1 017        | 34,86        | 1 352       | 46,02       |
|                | Denis Vagnet       | PS             | 770          | 26,40        | 924         | 31,45       |
|                | Georges Lyautey*   | UDF            | 736          | 25,23        | 662         | 22,53       |
|                | Jean-Marc Brissaud | FN             | 247          | 8,47         |             |             |
|                | Paul Longet        | PCF            | 147          | 5,04         |             |             |
|                |                    |                |              |              |             |             |
| Inscrits       | Inscrits           | Inscrits       | 4 024        | 100,00       | 4 024       | 100,00      |
| Abstention     | Abstention         | Abstention     | 899          | 22,34        | 951         | 23,63       |
| Votants        | Votants            | Votants        | 3 125        | 77,66        | 3 073       | 76,37       |
| Blancs et nuls | Blancs et nuls     | Blancs et nuls | 208          | 6,66         | 135         | 4,39        |
| Exprimés       | Exprimés           | Exprimés       | 2 917        | 93,34        | 2 938       | 95,61       |

*sortant

### Canton de Noroy-le-Bourg
| Candidats      | Candidats        | Étiquette      | Premier tour | Premier tour |
| Candidats      | Candidats        | Étiquette      | Voix         | %            |
| -------------- | ---------------- | -------------- | ------------ | ------------ |
|                | Etienne Philippe | UDF            | 1 357        | 61,21        |
|                | Patrick Goux     | PS             | 560          | 25,26        |
|                | Jean Girod       | FN             | 200          | 9,02         |
|                | Pierre Moureaux  | PCF            | 100          | 4,51         |
|                |                  |                |              |              |
| Inscrits       | Inscrits         | Inscrits       | 2 979        | 100,00       |
| Abstention     | Abstention       | Abstention     | 538          | 18,06        |
| Votants        | Votants          | Votants        | 2 441        | 81,94        |
| Blancs et nuls | Blancs et nuls   | Blancs et nuls | 224          | 9,18         |
| Exprimés       | Exprimés         | Exprimés       | 2 217        | 90,82        |

### Canton de Vesoul-Ouest
| Candidats      | Candidats          | Étiquette      | Premier tour | Premier tour | Second tour | Second tour |
| Candidats      | Candidats          | Étiquette      | Voix         | %            | Voix        | %           |
| -------------- | ------------------ | -------------- | ------------ | ------------ | ----------- | ----------- |
|                | Alain Joyandet     | RPR            | 2 967        | 40,63        | 4 155       | 60,79       |
|                | Claude Charpentier | PS             | 1 764        | 24,15        | 2 680       | 39,21       |
|                | Jean-Marc Brissaud | FN             | 759          | 10,39        |             |             |
|                | Guy Batlogg        | GE             | 455          | 6,23         |             |             |
|                | Martial Vasser     | Verts          | 415          | 5,68         |             |             |
|                | Guy Parmentelot    | RPR            | 399          | 5,46         |             |             |
|                | Frédéric Bernabe   | PCF            | 343          | 4,70         |             |             |
|                | Daniel Guenot      | PRG            | 201          | 2,75         |             |             |
|                |                    |                |              |              |             |             |
| Inscrits       | Inscrits           | Inscrits       | 10 612       | 100,00       | 10 527      | 100,00      |
| Abstention     | Abstention         | Abstention     | 2 846        | 26,82        | 3 201       | 30,41       |
| Votants        | Votants            | Votants        | 7 766        | 73,18        | 7 326       | 69,59       |
| Blancs et nuls | Blancs et nuls     | Blancs et nuls | 463          | 5,96         | 491         | 6,70        |
| Exprimés       | Exprimés           | Exprimés       | 7 303        | 94,04        | 6 835       | 93,30       |